# Temporada 1956-57 de los Rochester Royals
La temporada 1956-57 fue la novena de los Rochester Royals en la NBA. La temporada regular acabó con 31 victorias y 41 derrotas, ocupando el cuarto puesto de la División Oeste, no logrando clasificarse para los playoffs.

## Elecciones en elDraft
| Ronda | Puesto | Jugador         | Posición  | Nacionalidad   | Universidad |
| ----- | ------ | --------------- | --------- | -------------- | ----------- |
| 1     | 1      | Sihugo Green    | Base      | Estados Unidos | Duquesne    |
| 2     | 8      | Bob Burrow      | Pívot     | Estados Unidos | Kentucky    |
| 3     | 16     | Dave Piontek    | Ala-Pívot | Estados Unidos | Xavier      |
| 4     | 24     | Johnny McCarthy | Base      | Estados Unidos | Canisius    |

## Temporada regular
| División Oeste       | División Oeste | División Oeste | División Oeste | División Oeste | División Oeste | División Oeste | División Oeste | División Oeste |
| Equipo               | G              | P              | %              | PD             | Casa           | Fuera          | Neutral        | Div            |
| -------------------- | -------------- | -------------- | -------------- | -------------- | -------------- | -------------- | -------------- | -------------- |
| x-St. Louis Hawks    | 34             | 38             | .472           | -              | 17-9           | 10-20          | 7-9            | 22-14          |
| x-Minneapolis Lakers | 34             | 38             | .472           | -              | 15-9           | 5-22           | 14-7           | 18-18          |
| x-Fort Wayne Pistons | 34             | 38             | .472           | -              | 23-5           | 5-23           | 6-10           | 17-19          |
| Rochester Royals     | 31             | 41             | .431           | 3              | 19-10          | 7-17           | 5-14           | 15-21          |

## Estadísticas
| Rk | Jugador         | Edad | P  | PT | MP   | TC  | TCI  | %TC  | 3P | 3PI | %3P | TL  | TLI | %TL  | RO | RD | RT   | AS  | RB | TAP | BP | FP  | PTS  |
| 1  | Jack Twyman     | 22   | 72 |    | 32.5 | 6.2 | 14.2 | .439 |    |     |     | 3.8 | 5.0 | .760 |    |    | 4.9  | 1.7 |    |     |    | 3.5 | 16.3 |
| 2  | Maurice Stokes  | 23   | 72 |    | 38.3 | 6.0 | 17.3 | .347 |    |     |     | 3.6 | 5.3 | .665 |    |    | 17.4 | 4.6 |    |     |    | 4.0 | 15.6 |
| 3  | Si Green        | 23   | 13 |    | 32.5 | 3.8 | 11.0 | .350 |    |     |     | 3.8 | 5.3 | .710 |    |    | 5.2  | 3.6 |    |     |    | 2.8 | 11.5 |
| 4  | Dick Ricketts   | 23   | 72 |    | 29.4 | 4.2 | 12.1 | .344 |    |     |     | 2.9 | 4.1 | .694 |    |    | 6.1  | 1.8 |    |     |    | 4.3 | 11.2 |
| 5  | Richie Regan    | 26   | 71 |    | 29.6 | 3.6 | 11.0 | .329 |    |     |     | 2.6 | 3.3 | .774 |    |    | 2.9  | 3.1 |    |     |    | 2.5 | 9.8  |
| 6  | Dave Piontek    | 22   | 71 |    | 24.8 | 3.6 | 9.0  | .403 |    |     |     | 1.7 | 2.6 | .667 |    |    | 4.9  | 1.5 |    |     |    | 2.0 | 9.0  |
| 7  | Art Spoelstra   | 24   | 69 |    | 17.0 | 3.1 | 8.1  | .388 |    |     |     | 1.3 | 1.7 | .733 |    |    | 3.2  | 0.8 |    |     |    | 2.4 | 7.6  |
| 8  | Ed Fleming      | 23   | 51 |    | 18.2 | 2.1 | 7.1  | .299 |    |     |     | 2.7 | 3.7 | .728 |    |    | 3.6  | 1.6 |    |     |    | 1.8 | 7.0  |
| 9  | Johnny McCarthy | 22   | 72 |    | 21.7 | 2.4 | 6.4  | .376 |    |     |     | 1.8 | 2.7 | .674 |    |    | 2.8  | 1.5 |    |     |    | 1.8 | 6.6  |
| 10 | Bob Burrow      | 22   | 67 |    | 15.3 | 2.0 | 5.5  | .374 |    |     |     | 1.9 | 3.1 | .616 |    |    | 4.4  | 0.6 |    |     |    | 2.5 | 6.0  |
| 11 | Lew Hitch       | 27   | 30 |    | 18.5 | 1.8 | 4.8  | .372 |    |     |     | 1.2 | 1.7 | .725 |    |    | 4.0  | 0.5 |    |     |    | 1.8 | 4.8  |
| 12 | Tom Marshall    | 26   | 40 |    | 11.5 | 1.4 | 4.1  | .344 |    |     |     | 1.2 | 1.5 | .810 |    |    | 2.1  | 0.8 |    |     |    | 0.8 | 4.0  |
| 13 | Bobby Wanzer    | 35   | 21 |    | 7.6  | 1.1 | 2.3  | .469 |    |     |     | 1.7 | 2.2 | .783 |    |    | 1.2  | 0.4 |    |     |    | 1.0 | 3.9  |

## Galardones y récords
| Jugador        | Galardón                    |
| Maurice Stokes | 2º Mejor quinteto de la NBA |